# Антапусініс
Антапусініс — село у Литві, Расейняйський район, староство Відукле, знаходиться за 2 км від села Відукле, південніше села Алекнай. 2001 року в селі проживало 7 осіб. Селом протікає річка Апусінас, Шяшувіса притока.

## Принагідно
- Antapusinis, LT [Архівовано 4 березня 2016 у Wayback Machine.]

| Литва | Це незавершена стаття з географії Литви. Ви можете допомогти проєкту, виправивши або дописавши її. |